# Náměstí Jana Karafiáta
Náměstí Jana Karafiáta je jediné náměstí v Jimramově v okrese Žďár nad Sázavou v Kraji Vysočina. Nachází se v centrální části městyse a vychází z něho ulice U Fryšávky, Borovnická, Mostní, Kostelní, Dolní a Pavlovická.
Náměstí zůstávalo dlouhou dobu bez názvu, teprve v roce 1999 bylo rozhodnuto o pojmenování jednotlivých jimramovských ulic a stejně tak i náměstí. V létě téhož roku při jednání zastupitelstva byl zamítnut pouhý název Náměstí, stejně jako název Rynek – ten s odůvodněním, že se jedná o germanismus. Za pojmenování Na Rynku se pak postavil tehdejší starosta Pavel Kalášek, mezi přítomnými padaly i názory na pojmenování po některém z místních rodáků. Na jednání se nakonec rozhodlo, že název vyberou občané v referendu. V referendu nakonec vyhrál názor na pojmenování náměstí po Janu Karafiátovi.
Sídlí zde restaurace Panský dům a penzion Jimram.

## Pamětihodnosti
- Dolní škola
- Evangelická fara
- Horní škola se Síní rodáků
- Christianeum
- Katolická fara
- Památník padlým
- Park Bludník
- Radnice
- Socha Broučka
- Socha sv. Jana Nepomuckého
- Zámek

## Významné domy
- dům čp. 10 – rodný dům Jana Karafiáta
- dům čp. 18 – bývalá zednářská lóže, dnes Bistro (dům v minulosti majetkem rodiny Karafiátových)
- dům čp. 24 – evangelická fara (pobýval zde Matěj Josef Sychra)
- dům čp. 41 – bývalá Občanská záložna
- dům čp. 71 – dům U Slunce (narodili se zde Karel Slavíček a Emil Čermák, pobýval zde Jiří Stanislav Guth-Jarkovský)